# داسنیتسه
داسنیتسه (به چکی: Dasnice) یک منطقهٔ مسکونی در جمهوری چک است که در ناحیه سوکولوو واقع شده‌است. داسنیتسه ۴٫۰۳ کیلومتر مربع مساحت و ۳۷۰ نفر جمعیت دارد و ۴۴۲ متر بالاتر از سطح دریا واقع شده‌است.